# عضل ما بين النهرين
عضل ما بين النهرين (الاسم العلمي: Gerbillus mesopotamiae) (بالإنجليزية: Mesopotamian Gerbil)‏ هو نوع من الحيوانات يتبع جنس العضل من الفصيلة الفأرية.